# Радион Умников
Радион Петрович Умников, по рождение Рашо Петров, е габровски родолюбец и благотворител, радетел за българското образование.

## Жизнен път
Роден през 1825 г. в габровските колиби Умниците.
Неговите родители го нарекли Рашо. От малък осиротява и за него грижи полага брат му Минчо Петров. Той изпраща 10-годишното дете да учи при частната килийна учителка Колювица Голата в Габрово.
След като се научил да чете и пише, брат му го прибрал при себе си за чирак-кърджия. Този занаят не се харесал на младия Рашо и той 15-годишен отишъл да чиракува в Търново при кожухар. Скоро се върнал отново в Габрово и поискал брат му да го изпрати в Русия, закъдето вече бил заминал техният най-голям брат.
Тръгнал заедно с майката на Николай Ст. Палаузов за Одеса. Там обаче не намира своя брат, тъй като вече бил заминал за Гърция. След като нямало къде да отседне, се главил за слуга в бакалския дюкян на Николай Ст. Палаузов. След няколко години работа там успява да събере средства и да започне самостоятелна дейност.
Младият Рашо Петров става Радион Петрович Умников, както го наричали руснаците. След Одеса се премества да живее в Харков, където остава до своята смърт през декември 1881 г.
Посветил живота си на търговски дела и на благотворителност. Оценен от харковската община, получава званието „Потомствен почетен харковски гражданин“. При себе си в Харков изучил двете деца на своята сестра, които се дипломират в Харковския университет.

## Обществени заслуги
- През 1864 г. подарява 1/6 от къщата си, която имал в Букурещ, на Габровското училище.
- През 1879 г. габровската община получила приход от тази къща 20 700 гроша, а при продажбата ѝ през 1882 г. – още 33 898 гроша.
- На 23 октомври 1881 г. Радион Умников прави завещание, с което дарява 24 707 гроша на габровската община за възпитание и образование на сирачета и бедни габровски деца. През 1892 г. общината изразходва средствата за построяване на училище, наречено на името на своя благодетел – Умниковото училище.